# 熊本師範学校
熊本師範学校 （くまもとしはんがっこう） は第二次世界大戦中の1943年 （昭和18年） に、熊本県に設置された師範学校である。
本項は、熊本県師範学校・熊本県女子師範学校などの前身諸校を含めて記述する。

## 概要
- 熊本県師範学校・熊本県女子師範学校の統合・官立[1]移管により設置され、男子部・女子部を置いた。
- 1874年 （明治7年） 設立の仮師範学校 （仮熊本師範学校）を起源とする。
- 第二次世界大戦後の学制改革で新制熊本大学教育学部の前身の一つとなった。
- 同窓会は 「熊本大学教育学部同窓会」 と称し、旧制 （熊本師範・熊本青師）・新制合同の会である。

## 沿革

### 熊本県立期

#### 仮師範学校
- 1874年（明治7年）
  - 3月31日 - 熊本県、仮師範学校設置を発表。
  - 5月2日 - 仮師範学校が開校 （熊本 新町、旧会輔堂跡［元御客屋］）。
- 1875年（明治8年）3月 - 学則を制定。入学資格を20歳以上とする。
- 1876年（明治9年）4月 - 学則を改正。修業年限を6ヶ月、入学資格を18歳以上35歳以下とする。

#### 熊本県師範学校（1）
- 1876年（明治9年）6月16日 - 熊本県師範学校と改称。
- 1877年（明治10年）
  - 2月21日 - 西南戦争で校舎焼失。
  - 11月 - 熊本 藪の内町 （現・熊本市城東町[2]） にて新校舎着工。
- 1878年（明治11年）5月1日 - 熊本 藪の内町に校舎新築再興。本科は修業年限2年 （4級制）。予科・速成科 （6ヶ月） を附設。
- 1881年（明治14年）9月 - 師範学校教則大綱に準拠し学則を改正。初等科 （1年）・中等科 （2年半）・高等科 （4年） を設置し、入学資格を17歳以上とする。

#### 熊本県尋常師範学校
- 1886年（明治19年）4月 - 師範学校令に準拠し、熊本県尋常師範学校と改称 （本科4年制）。
- 1893年（明治26年）5月29日 - 熊本市京町本丁 （旧藩重臣 沢村家屋敷跡） の新校舎に移転。
- 1895年（明治28年）4月 - 女子講習科を設置。

#### 熊本県師範学校（2）、熊本県第一師範学校、熊本県師範学校（3）
- 1898年（明治31年）4月 - 師範教育令に準拠し、熊本県師範学校と改称。
- 1901年（明治34年）4月 - 女子部を設置 （3年制とする）。
- 1908年（明治41年）3月 - 学則を改正。本科第一部 （4年制）・本科第二部 （1年制、中学校卒対象） を設置。
- 1911年（明治44年）4月 - 女子部を分離し、熊本県女子師範学校を熊本市 内坪井町 （現・中央区千葉城町）に開設。
- 1914年（大正3年）4月 - 熊本県第二師範学校[3]創設に伴い、熊本県第一師範学校と改称。
- 1925年（大正14年）4月 - 本科第一部を5年制に変更 （2年制高等小学校卒対象に変更）。
- 1926年（大正15年）3月 - 専攻科 （1年制）を設置。
- 1931年（昭和6年）
  - 1月 - 本科第二部を2年制に延長。
  - 3月25日 - 教員過剰により、熊本県第一師範学校に熊本県第二師範学校[4]を合併、熊本県師範学校と改称 （文部省告示第106号）。
  - 11月16日、陸軍特別大演習参加後の昭和天皇が県内を巡幸。師範学校が行幸先の一つとなる[5]。
- 1933年（昭和8年）9月 - 新校歌「不知火燃ゆる」を制定（山口白陽 作詞、山田耕筰 作曲）。
- 1939年（昭和9年）4月 - 本科第二部に特別科 「大陸科」 [6]を設置。

#### 熊本県第二師範学校
- 1914年（大正3年）4月 - 飽託郡健軍村・出水村地内 （現・熊本市中央区神水、熊本県立熊本商業高等学校）に熊本県第二師範学校を開設。
- 1917年（大正2年）4月 - 附属小学校が開校。
- 1925年（大正14年）4月 - 本科第一部を5年制に変更 （2年制高等小学校卒対象に変更）。
- 1926年（大正15年）3月 - 専攻科を設置 （1年制）。
- 1931年（昭和6年）
  - 1月 - 本科第二部を2年制に延長。
  - 3月25日 - 熊本県第一師範学校との統合で閉校。

#### 熊本県女子師範学校
- 1895年（明治28年）4月 - 熊本県尋常師範学校に女子講習科を設置。
- 1901年（明治34年）4月 - 熊本県師範学校に女子部 （3年制）を設置。
- 1908年（明治41年）3月 - 本科第一部が4年制となる。
- 1910年（明治43年）2月18日 - 熊本県女子師範学校の設立が認可 （文部省告示第28号）。
- 1911年（明治44年）4月 - 熊本県師範学校から女子部を分離し、熊本市 内坪井町 （現・中央区千葉城町、市立藤園中・城東小）熊本県女子師範学校が開校。
- 1912年（明治45年）4月 - 附属小学校が開校。
- 1915年（大正4年）3月 - 熊本市立壺川幼稚園を代用附属幼稚園とする。
- 1925年（大正14年）4月 - 本科第一部を5年制に変更 （2年制高等小学校卒対象に変更）。
- 1926年（大正15年）3月 - 専攻科 （1年制）を設置。
- 1931年（昭和6年）
  - 1月 - 本科第二部を2年制に延長。
  - 4月 - 代用附属壺川幼稚園が平取幼稚園と合併し、千葉城幼稚園となる。
- 1939年（昭和14年）9月 - 山口県・全九州・沖縄県の戦没者未亡人を対象に熊本特設教員養成所を附設。
- 1940年（昭和15年）4月 - 代用附属千葉城幼稚園が県立移管され、女子師範附属幼稚園となる。

### 官立期

#### 熊本師範学校
- 1943年（昭和18年）4月1日 - 熊本県師範学校・熊本県女子師範学校を統合し、官立熊本師範学校を設置。
  - 旧熊本県師範学校校舎に男子部、旧熊本県女子師範学校校舎に女子部を設置。
  - 本科 （3年制。中等学校卒対象）・予科 （2年制。高等小学校卒対象） を設置。
- 1945年（昭和20年）
  - 7月1日 - 空襲で校史編集者宅全焼、校史資料の大半を焼失。
  - 8月10日 - 空襲で男子部校内寮の3分の2、附属小学校の一部を焼失。
- 1947年（昭和22年）4月 - 学制改革に伴い、男子部・女子部それぞれに附属中学校 （新制） 開校。
- 1949年（昭和24年）
  - 4月28日 - 男子部・女子部を合併。
  - 4月30日 - 対面式を挙行。本科を旧男子部 （京町本丁）、予科を旧女子部 （内坪井町） に統合。
  - 5月12日 - 男子部・女子部の各附属中学校を統合し、男女共学とする。
  - 5月31日 - 新制熊本大学が発足。
    - 熊本師範学校は熊本青年師範学校と共に教育学部の母体として包括され、在学生が卒業するまで熊本大学熊本師範学校として存続。
    - 旧男子部に京町教室、旧女子部に坪井教室、旧青年師範に出水教室を設置。
- 1951年（昭和26年）3月31日 - 最後の卒業生を送り出し、熊本大学熊本師範学校が廃止。

## 歴代校長

### 熊本県第一師範学校（前身諸校を含む）
- （監事事務取扱）平川駿夫：1874年4月 - 1874年11月
- （監事）牛島謙作：1874年11月 - 1876年4月
- 牛島謙作：1876年4月 - 1877年2月
- 田口政五郎：1878年9月 - 1880年1月
- 古賀保高：1880年1月 - 1880年6月
- 山田武甫：1880年6月 - 1880年8月
- 木村弦雄：1880年9月 - 1883年4月
- 古賀保高：1883年5月 - 1884年4月
- 千田一十郎：1884年4月 - 1887年4月
- 河野通唯：1887年5月24日[7] - 1890年4月
- 住田昇：1890年6月 - 1893年2月27日
- 千田一十郎：1893年2月28日 - 1896年9月14日
- 長倉雄平：1896年9月14日 - 1899年6月28日
- 小柳三郎：1899年6月28日 - 1907年6月14日
- 保田詮次郎：1907年6月14日 - 1912年4月16日
- 羽田貞義：1912年4月16日 - 1919年1月
- 土井亀之進：1919年1月 - 1923年3月
- 能勢頼俊：1923年3月31日[8] - 1926年3月
- 永島意之助：1926年3月 - 1931年3月

### 熊本県第二師範学校
- 武井悌四郎：1913年2月3日 - 1916年9月20日
- 豊田潔臣：1916年9月20日 - 1919年12月
- 野上源造：1919年12月 - 1923年3月31日[8]
- 鈴木博也：1923年3月31日[8] - 1925年5月
- 長谷川藤太郎：1925年5月 - 1931年3月

### 熊本県師範学校（再統一後）
- 中島正勝：1931年3月 - 1933年3月
- 山下直平：1933年3月 - 1942年3月
- 小倉邦夫：1942年3月 - 1943年3月

### 熊本県女子師範学校
- 新荘義之：1911年2月3日 - 1916年9月20日
- 山本信三：1916年9月20日 - 1918年12月
- 藤村与六：1918年12月 - 1920年4月
- 前田恒治：1920年4月 - 1924年4月
- 峰堅雅：1924年4月 - 1928年4月
- 太田藤一郎：1928年4月 - 1932年3月
- 澄田福松：1932年3月 - 1934年2月
- 飯牟礼実義：1934年2月 - 1935年3月
- 岩本茂一：1935年3月 - 1940年5月
- 松坂富之助：1940年5月 - 1943年3月

### 官立熊本師範学校
- 銅直勇：1943年4月1日[9] - 1949年5月
- 鰐淵健之：1949年5月 - 1951年1月
- 内藤匡：1951年1月 - 1951年3月

## 校地の変遷と継承

### 熊本師範学校男子部
前身の熊本県師範学校から引き継いだ熊本市京町本丁の校地を使用した。新制熊本大学教育学部への移行を前にした 1949年（昭和24年）4月、男子部・女子部が統合され、京町校地は本科の校地となった。熊本大学教育学部の発足により、京町校地は京町教室となり、学部の本校が置かれた。1954年（昭和29年）10月、熊本大学教育学部は現在の黒髪キャンパス北地区 （旧制五高跡） に移転し、1955年（昭和30年）2月までに移転完了した。
現在、旧京町校地は熊本大学教育学部附属小学校・熊本大学教育学部附属中学校によって使用されている。

### 熊本師範学校女子部
前身の熊本県女子師範学校から引き継いだ熊本市内坪井町（現・千葉城町） の校地を使用した。新制熊本大学教育学部への移行を前にした 1949年（昭和24年）4月、男子部・女子部が統合され、内坪井校地は予科の校地となった。熊本大学教育学部の発足により、内坪井校地は坪井教室となり、2年制課程が置かれた。その後、熊本大学教育学部は 1955年（昭和30年）2月までに黒髪キャンパスに統合移転した。
現在、旧内坪井校地は熊本市立藤園中学校・熊本市立城東小学校によって使用されている。

## 著名な出身者
- 渋江公寧（教育者・衆議院議員）
- 丸木政臣（教育評論家）
- 犬童球渓（音楽家）
- 安永蕗子（歌人）
- 植田いつ子（ファッションデザイナー）
- 坂口れい子 （作家）

## 関連書籍
- 熊本大学教育学部 編『熊本師範学校史』熊本大学教育学部、1952年12月10日。NDLJP:9542430。(要登録)
  - 熊本大学教育学部 編『熊本師範学校史』熊本大学教育学部同窓会、1985年9月15日。NDLJP:12053832。(要登録)